# 二刀鉄人流
二刀鉄人流（にとうてつじんりゅう）とは、青木家直（号は休心）が開いた剣術の流派。「鉄人流」とも呼ばれ、二刀剣術を伝えた。肥前の佐賀藩で行われた。

## 概要
青木家直は宮本武蔵に師事し、二刀鉄人流を開いた。

家直の兄の孫に鉄人実手流を開いた青木金家（鉄人）がおり、こちらも「鉄人流」と呼ばれるので混同されることがある。
当流の系譜では、青木家直の師は「宮本武蔵守正勝」となっており、この人物は円明流・二天一流開祖の宮本武蔵と同一人物とされるが、別人説もある。
家直の弟子の大井田義惟は両剣時中流を開いた。
幕末に二刀鉄人流と両剣時中流（安政元年閏7月7日村上藩藩校道場にて、村上藩両剣時中流師範の宮川唯右衛門と血判を押した誓約書を取り交わす）の両方で皆伝を得た牟田高惇文之助（佐賀藩鍋島家家臣。剣術修行中に「諸国廻歴日録」を記す）を輩出している。